# LCOS
LCOS（エルコス、Liquid crystal on silicon, LCoS は商標) はプロジェクタやリアプロジェクションテレビに使われる、マイクロプロジェクションないしマイクロディスプレイ技術である。よく似た反射型デバイス技術としてDLPプロジェクターがある。しかしDLPとは違い、独立したミラーの代わりに液晶を使っている点が異なる。また、透過型を採用しているLCDプロジェクターとは反対のやり方をとっている。LCOSでは、シリコンチップの表面に直接液晶が載せられており、それを覆うアルミニウム層やある種の受動層は高い反射率を持つ。
LCOS技術は2000年代初頭においては、液晶ディスプレイやプラズマディスプレイ技術よりも高度で先進的なシリコン技術を用い、比較的高解像度な画像を提供できた。そのため、高価格でも需要があった大型リアプロジェクションテレビや、高解像度プロジェクターのようなアプリケーションに用いられていた。
2004年のCESで、Intelはフラットパネルに使用する大型の安価なLCOSチップを生産する計画をアナウンスした。この計画は2004年10月に計画の遅れとコスト問題から中止が発表された。一方で、ソニーはVPL-VW100もしくはRubyプロジェクターにSXRDを搭載して(2005年12月)市場に投入した。これには1080p(1920 x 1080)の解像度を持つ3つのLCOSチップを使ったSXRDを用いており、動的レンズ制御を行うことで15000ものコントラスト比をうたっている。この製品の前には、LCOSは50インチないしはそれ以上の標準品で採用されていた(2005年11月)。2006年6月にはLCOSを大量生産する独自の方法が開発され、今では少なくとも3社がコンシューマ市場にLCOSベースのリアプロジェクションテレビを供給している。商用化されたLCOS技術には、ソニーのSXRD (Silicon X-tal Reflective Display), Syntax-BrillianのGen II LCOS、そしてJVCケンウッド（旧：日本ビクター）のD-ILA (Digital Direct Drive Image Light Amplifier)、さらにキヤノンのプロジェクターのSXシリーズに展開されているプロジェクター用デバイスがある。この上述の前から３社が3板式LCOS技術を採用したリアプロジェクションテレビを提供している。LCOSチップを提供しているサードパーティーとしてはNovato（サンフランシスコの北）を本拠地とするSpatialightがある。単板式LEDバックライト方式の直視型LCOSデバイスはDisplaytechによって作られており、デジタルカメラの電子式ビューファインダーとしても使われている。これらのデバイスには強誘電性液晶が使われており、他方式の液晶より速く動作する。また2014年、JVCケンウッドでは、D-ILAを用いたカーナビゲーション用ヘッドアップディスプレイを市販している。

## デバイス構造
シリコン基板と対向する透明基板の間に液晶を挟みこむ構造である。シリコン基板側には液晶駆動回路と画素電極を設け、透明基板と液晶層を通過した光は、画素電極にて反射される。透過型液晶デバイスでは、透明基板内に回路が作られているため開口率の低下に影響するが、反射型液晶デバイスでは、画素電極下に回路が作られているため高い開口率を持つことができる。
欠点としては、他のデバイスに比べ、色純度の長期安定性が劣る。また、応答速度も劣る。

## 投影構造
LCOSディスプレイには大きく2つのカテゴリーがある。3板式と単板式である。3板式の設計では、色毎に一つのディスプレイチップがあり画像は光学的に合成される。単板式の設計では、一つのディスプレイチップが赤、緑、青の画像を連続的に表示する。それぞれの色を表示するので、カラーホイール(ないしはRGB LED)はディスプレイを赤、緑、青の単色で照らし出す。もし、各色の表示期間が540Hzよりも長ければ、カラーブレーキングと呼ばれる効果が見られ、画像もしくは動いている視聴者の目には一瞬おかしな色が見えてしまう。安価ではあるが、単板式プロジェクタは1フレーム時間内に3色すべてを処理するために、より高速なディスプレイ部品を必要とする。そしてカラーブレーキングを避けるために、ますますディスプレイ技術の速度に頼ることになる。
一方三板式では、各パネルの微少な膨張係数の差により、画素ズレや色ムラの発生の報告がなされている。わずか数百時間使用での不具合報告事例もある。
なお、これらの方式とは別に、単板チップにRGBカラーフィルタを貼付して白色光を光源に利用するタイプの設計もある。通常の液晶ディスプレイを拡大投射するようなイメージとなり、画質的には劣るが小型プロジェクタを廉価に実現するために使用される場合がある。

### 3板式設計
DLPデバイスでは、光を3箇所に分離して後に合成する。このために2つのビームスプリッタが必要である。LCOSデバイスでは、加えて偏光してから処理する必要がある。そのため4つのビームスプリッタが必要である。
欠点として、各パネルのずれによる画素ずれが挙げられるが、補正機能を備えた機種も発売されているが、単板式の精度には劣る。

### 単板式設計
日本メーカーの単板式プロジェクタとしては、ソニーのLSPX-P1、Xperia touchがある。いずれもSXRDが使われている。海外メーカーからは、フィリップス、韓国のUneed Systemsが製品を出している。